# Natasha Hamilton
Natasha Maria Hamilton (Liverpool, 17 juli 1982) is een Britse zangeres en lid van de meidenband Atomic Kitten.
Hamilton groeide op in de wijk Kensington in Liverpool en begon op vroege leeftijd te zingen en op te treden. Ze werd naar eigen zeggen geïnspireerd door Marvin Gaye, Barry White en Quincy Jones. Nadat Heidi Range Atomic Kitten had verlaten, verving Hamilton haar.
Hamilton kreeg een kind met Fran Cosgrave, een nachtclubeigenaar en voormalig bodyguard van Westlife. In april 2002 kondigde zij aan zwanger te zijn, maar door te gaan met aangekondigde tour voor 2002. Hamilton trad tevens op in de video "The Tide Is High". Haar laatste activiteit was de Party in the Park in 2002, waarna ze met zwangerschapverlof ging. Op 24 augustus 2002 werd Josh Hamilton-Cosgrave geboren. Kort daarna gingen Hamilton en Cosgrave uit elkaar.
Hamilton wilde oorspronkelijk haar baby meenemen op tour in 2003, maar besloot op 23 januari 2004 Atomic Kitten te verlaten, omdat ze meer tijd wilde doorbrengen met haar zoon. Sindsdien bracht ze nog verschillende singles uit. Op 31 december 2004 werd haar tweede zoon geboren, Harry Hatcher-Hamilton, wiens vader Gavin Hatcher is. In juli 2005 gingen ook Hamilton en Hatcher uit elkaar.
Hamilton nam vervolgens deel aan de BBC-televisieshow, Just the Two of Us, waarin beroemdheden samen met muzikanten streden wie het beste duet kon zingen. Hamilton was gekoppeld aan Mark Moraghan. Ze behaalden een tweede plaats. Dit was een van de eerste keren dat ze geen pop zong, maar klassieke rock-'n-roll en soul.
Hamilton is bezig met een debuutsoloalbum.
Sinds 29 juni 2006 houdt ze zich bezig met een verkeersveiligheidscampagne voor kinderen tot zes jaar, samen met Brum en minister Stephen Ladyman. Toen Hamilton drie jaar was, overleefde ze een auto-ongeluk. Mede hierdoor is ze persoonlijk betrokken bij verbetering van de verkeersveiligheid.

## Discografie

### Albums
| Album met eventuele hitnotering(en) in de Nederlandse Album Top 100 | Datum van verschijnen | Datum van binnenkomst | Hoogste positie | Aantal weken | Opmerkingen     |
| ------------------------------------------------------------------- | --------------------- | --------------------- | --------------- | ------------ | --------------- |
| Solo                                                                |                       |                       |                 |              |                 |
| nog niet verschenen                                                 |                       |                       |                 |              |                 |
| Met Atomic Kitten                                                   |                       |                       |                 |              |                 |
| Right Now                                                           | 8-6-2001              |                       | unk             |              | Heruitgave      |
| Feels So Good                                                       | 9-9-2002              |                       | unk             |              |                 |
| Atomic Kitten                                                       | 22-4-2002             |                       | nvt             |              | Alleen in de VS |
| Ladies Night                                                        | 10-11-2003            |                       | unk             |              |                 |
| Greatest Hits                                                       | 5-4-2004              |                       | unk             |              |                 |
| The Collection                                                      | 2-5-2005              |                       | nvt             |              | Alleen in GB    |

### Singles
| Single met eventuele hitnotering(en) in de Nederlandse Top 40 | Datum van verschijnen | Datum van binnenkomst | Hoogste positie | Aantal weken | Opmerkingen    |
| ------------------------------------------------------------- | --------------------- | --------------------- | --------------- | ------------ | -------------- |
| Solo                                                          |                       |                       |                 |              |                |
| Ms Emotional                                                  | onb.                  |                       |                 |              |                |
| Met Atomic Kitten                                             |                       |                       |                 |              |                |
| Right Now                                                     | 29/11/1999            |                       |                 |              | Niet in NL     |
| See Ya                                                        | 27/3/2000             |                       |                 |              | Niet in NL     |
| Cradle                                                        | 2000                  |                       |                 |              | Alleen in Azië |
| I Want Your Love                                              | 3/7/2000              |                       |                 |              | Niet in NL     |
| Follow Me                                                     | 9/10/2000             |                       |                 |              | Niet in NL     |
| Whole again                                                   | 29/1/2001(1)          | 1/4/2001              | 1               | 19           |                |
| Eternal flame                                                 | 23/7/2001             | 11/8/2001             | 9               | 9            |                |
| You are                                                       | 26/11/2001            | 9/12/2001             | 31              | 4            |                |
| It's OK!                                                      | 10/7/2002             | 31/5/2002             | 21              | 6            |                |
| The tide is high (get the feeling)                            | 16/9/2002             | 27/8/2002             | 3               | 17           |                |
| The last goodbye                                              | 25/12/2002            | 13/12/2002            | 13              | 9            |                |
| Be with you                                                   | 24/2/2003             | 21/3/2003             | 27              | 5            |                |
| Love doesn't have to hurt                                     | 31/3/2003             |                       | tip             |              |                |
| If you come to me                                             | 27/9/2003             | 7/11/2003             | 15              | 6            |                |
| Ladies night (feat. Kool & The Gang)                          | 26/1/2004             | 28/1/2004             | 15              | 4            |                |
| Someone Like Me/Right Now 2004                                | 29/3/2004             |                       | nvt             |              | Alleen in GB   |
| Cradle 2005                                                   | 14/2/2005             |                       | nvt             |              | Alleen in GB   |
| All Together Now                                              | 16/7/2006             |                       | nvt             |              | FIFA World Cup |

(1) Verschijningsdatums zijn de Britse datums. Waarschijnlijk later in Nederland uitgebracht.